# D.S Mod. 43
La bomba a mano D.S mod. 43 fu una bomba a mano adesiva controcarro in dotazione al regio esercito durante la seconda guerra mondiale.

## Storia
Seguendo l'esempio dei Tedeschi le ricerche da parte dell'industria italiana si orientarono verso la produzione di ordigni anticarro che richiedessero da parte del soldato una dose ancora maggiore di coraggio. Egli infatti non doveva più lanciare l'ordigno da una certa distanza ma ora doveva attaccarlo alla superficie esterna del mezzo, attivare il dispositivo di accensione e fuggire rapidamente. L'efficacia delle bombe così concepite superava quella delle tradizionali bombe anticarro da lancio, le quali sovente mancavano il bersaglio,soprattutto nel caso di veicoli in movimento.
Nel gennaio del 1943 il regio esercito adottò per l'appunto la bomba adesiva D.S di costruzione Breda. La nuova bomba era di tipo adesivo e funzionava tramite sostanze vischiose poste alla base, aveva capacità di perforazione delle corazze superiori alle precedenti granate anticarro italiane, ad esempio la Tipo L, proprio per il fatto di concentrare la potenza esplosiva direttamente sull'obbiettivo. La bomba poteva perforare corazze fino ai 60 mm circa attraverso un innesco a percussione ritardato di 6-7 secondi, in modo da dare al cacciatore di carri tempo di fuggire in quanto produceva schegge fino ai 30 m. La bomba veniva armata togliendo la calotta protettiva superiore.